# Foros de Vale de Figueira
Foros de Vale de Figueira ist eine Gemeinde (Freguesia) im portugiesischen Kreis Montemor-o-Novo. In ihr leben 1011 Einwohner (Stand 19. April 2021).